# 獅球嶺隧道
劉銘傳隧道（獅球嶺隧道），位於台灣基隆市安樂區，公路自強隧道上方處，屬於市定古蹟。為台灣第一座鐵路隧道，亦是目前唯一僅存的清代鐵路隧道。

## 沿革

### 清領時期

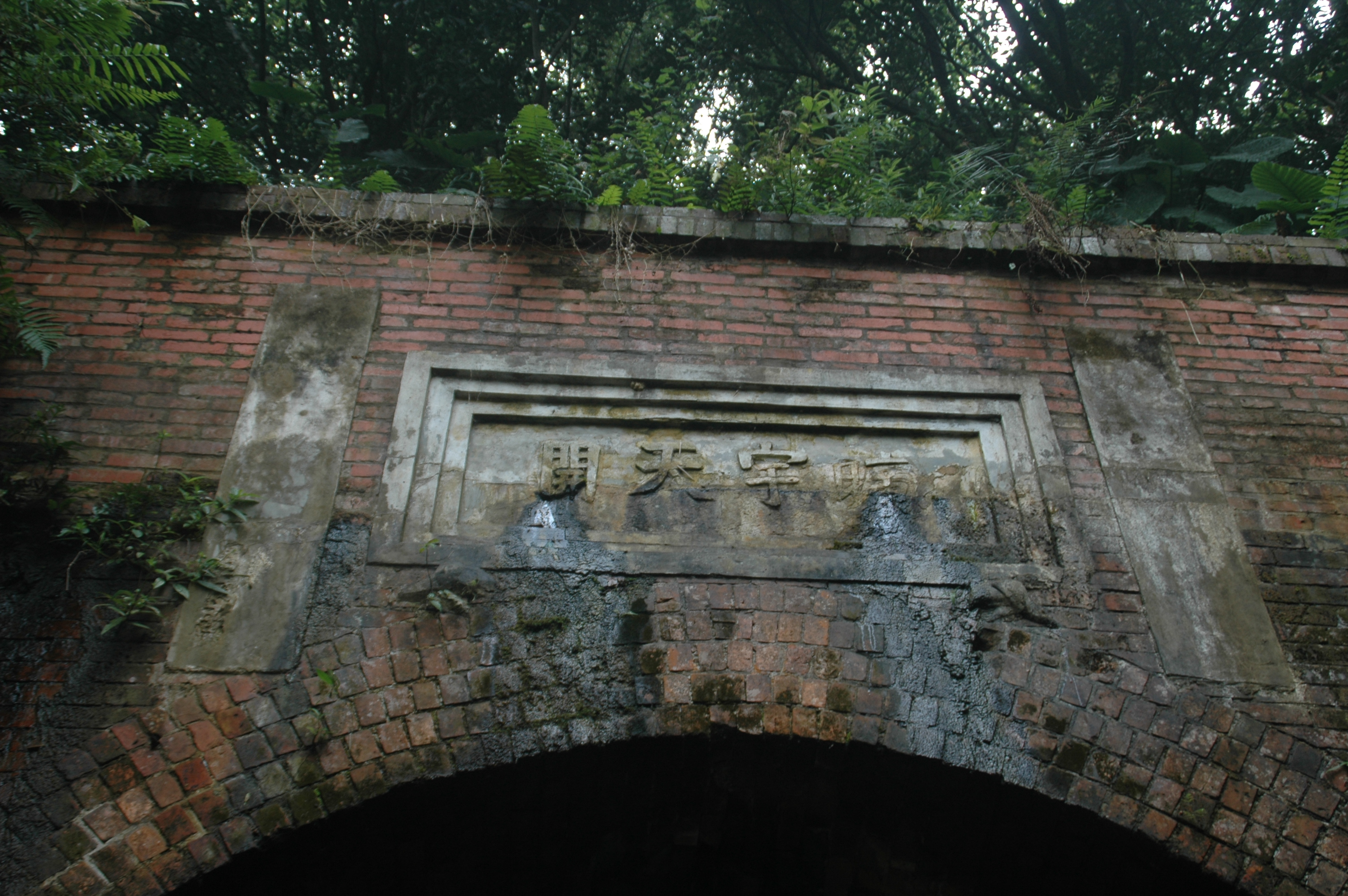
劉銘傳隧道南口之「曠宇天開」題字

清光緒十三年（1887年）台灣設省，在此同時清廷准予設立「全台鐵路商務總局」，開始台灣鐵路興建計劃。在開工的初期，最先興建的是由基隆港口經台北到新竹的這一段。位於基隆端的獅球嶺隧道工程，從光緒十四年（1888年）春動工，由劉銘傳所屬銘軍部分兵員興築，到光緒十六年（1890年）夏天才完成，全長235公尺，洞內共分7段以不同材質堆砌或開鑿而成，費時30個月才鑿通。
隧道南口拱圈的上方置匾額一幅，有清代首任臺灣巡撫劉銘傳親題的「曠宇天開」四字，右聯：「五千年生面獨開，羽轂飆輪，從此康莊通海嶼。」、左聯：「三百丈巖腰新闢，天梯石棧，居然人力勝神工。」，匾額上又刻有「太子少保福建臺灣巡撫○○一等男劉建造，欽命浙江○州總鎮強勇巴圖魯○監修，光緒歲次己丑仲冬立」落款。

### 日治時期
明治二十八年（1895年）6月3日，日本攻陷基隆。同月，根據日本技師的實地勘察，發現基隆線鐵路起伏不平、急彎陡坡隨處可見，於是計劃著手改良線路。8月，台灣總督府成立臨時台灣鐵道隊，並進行基隆－台北路線的改良工程，首要便是將獅球嶺段及獅球嶺隧道進行改線，於是選擇在舊線東南一公里處另鑿竹仔嶺隧道。
明治三十一年（1898年）3月，竹仔嶺隧道完工；同月獅球嶺隧道舊線從此廢棄，僅通車7年即走入歷史。廢棄後，不久變成公路隧道（1916年起公路定名為「縱貫道」），成為基隆與八堵間的旱路交通捷徑。板車、牛車、商旅等多取道此處，前往八堵基隆河岸渡口，搭乘著平底舢舨，順著急流下抵台北。

### 中華民國時期
民國三十八年（1949年），中華民國政府遷台。由於該隧道地理位置隱密，因而闢建軍事管制區，並將南端隧道出口劃為管轄範圍。民國四十七年（1958年），八堵油庫選擇設立此處，由中華民國空軍官兵管理八堵油庫，中華民國國防部基於安全考量後遂決定封閉隧道，僅留下北端隧道出口30公尺路段。民國七十四年（1985年），經中華民國內政部公告指定為臺閩地區第三級古蹟，隸屬於交通建築，是臺灣第一個被列入古蹟的鐵路建築物。
1990年～1991年間，基隆市政府委託李乾朗教授團隊調查研究及測繪本隧道並進行修復。
2002年8月，採原貌修復方式再度進行整修，並在2003年5月完工。基隆市政府與國防部協調，在兼顧中華民國國軍油庫安全下，於同年12月20日開放民眾進入隧道參觀。
2009年，因隧道壁體有磚石風化掉落情形，為維護遊客安全，基隆市文化局宣佈暫停對外開放；2010年7月28日，基隆市政府正式公告更名為「劉銘傳隧道」。
2019年9月，經過數年審查、修正、變更設計等等流程，開始進行隧道修復工程，並於2021年12月完成隧道主體修復，後續規劃有照明設備及入口意象解說設施等。
2023年12月30日，在進行光環境及入口意象型塑計畫後，劉銘傳隧道再度開放，並採預約導覽方式參觀。

## 建築概況
本隧道長約235公尺，日本時代初年經臨時臺灣鐵道隊技師之測量高程為74.7公尺，為基隆至臺北間之最高點。隧道南口因土質鬆軟，遇雨崩塌，極為危險，北口則因穿越岩盤，較為穩定。
隧道開工時是自南口與北口兩側同時動工挖鑿，但因缺乏近代測量技術，故挖至中央時才發現兩端高度相差14呎，為期能順利開通，再進行修正，故北口之拱頂高度較高。隧道之平面並非直線，而是略成弓形的弧曲線，曲線（彎道）半徑約840公尺。此外，據研究者指出，為能順利排出洞內積水，洞內之坡度設計約為20‰。
隧道內兩邊側壁除了一小段是天然岩壁以外，均用砂岩以「丁順砌」作成，並從砂岩的側壁上面開始起拱，拱部的材料有「觀音山石」及「紅磚」二種。

## 外部連結
- 台灣大百科全書：獅球嶺隧道
- 隆來拍電影 ：劉銘傳隧道 （页面存档备份，存于）
- 國家文化資產網：劉銘傳隧道（獅球嶺隧道） （页面存档备份，存于）
- 國家圖書館 臺灣記憶：獅球嶺清代鐵路隧道修護工程報告書
- 基隆市安樂區公所：劉銘傳隧道（獅球嶺隧道）
- 基隆旅遊網：劉銘傳隧道